# Jack Cirilo
Jack Harrinson Cirilo Silva (Lampián, Provincia de Huaral, Perú, 27 de enero de 1999) es un futbolista peruano. Juega como extremo y su equipo actual es el Deportivo Binacional de la Liga 1 de Perú.

## Trayectoria

### Alianza Lima
Jack Cirilo se formó en el Alianza Lima. Formó parte de las categorías inferiores del cuadro victoriano hasta llegar a la reserva.

### Ayacucho
Para la temporada 2019, Jack es prestado al Ayacucho F. C. donde debuta en primera división y anota el primer gol de su carrera. además fue el capitán y titular indicutible en el equipo de reserva ayacuchano, donde marcó 15 goles.

### Santos F. C.
En 2020, es nuevamente prestado, esta vez al Santos de Nazca. El primer partido de la Liga 2, ante Cultural Santa Rosa, estuvo en banca, reemplazando a Sandro Montesinos a los 69 minutos. Dio pase de gol al argentino Marcelo Argüello a los 4 minutos de ingresar para la victoria por 1 a 0. 
En el 2021 tuvo ofertas de clubes del ascenso mexicano y argentino.
En la temporada 2023 descendió de categoría, al quedar antepenúltimo en la tabla acumulada del torneo con el Deportivo Binacional.

## Estadísticas

### Clubes
Actualizado al último partido disputado el 29 de octubre de 2023.
| Club                        | Temporada     | Liga  | Liga  | Liga   | Copas nacionales | Copas nacionales | Copas nacionales | Copas nternacionales | Copas nternacionales | Copas nternacionales | Total | Total | Total  |
| Club                        | Temporada     | Part. | Goles | Asist. | Part.            | Goles            | Asist.           | Part.                | Goles                | Asist.               | Part. | Goles | Asist. |
| --------------------------- | ------------- | ----- | ----- | ------ | ---------------- | ---------------- | ---------------- | -------------------- | -------------------- | -------------------- | ----- | ----- | ------ |
| Ayacucho F. C. · Perú       | 2019          | 4     | 1     | 0      | 0                | 0                | 0                | -                    | -                    | -                    | 4     | 1     | 0      |
| Ayacucho F. C. · Perú       | Total club    | 4     | 1     | 0      | 1                | 0                | 0                | 0                    | 0                    | 0                    | 4     | 1     | 0      |
| Santos F. C. · Perú         | 2020          | 8     | 2     | 1      | -                | -                | -                | -                    | -                    | -                    | 8     | 2     | 1      |
| Santos F. C. · Perú         | 2021          | 21    | 2     | 4      | 1                | 0                | 0                | -                    | -                    | -                    | 22    | 2     | 4      |
| Santos F. C. · Perú         | Total club    | 29    | 4     | 5      | 1                | 0                | 0                | 0                    | 0                    | 0                    | 30    | 4     | 5      |
| Deportivo Binacional · Perú | 2023          | 15    | 1     | 0      | 0                | 0                | 0                | 1                    | 0                    | 0                    | 16    | 1     | 0      |
| Deportivo Binacional · Perú | Total club    | 15    | 1     | 0      | 0                | 0                | 0                | 1                    | 0                    | 0                    | 16    | 1     | 0      |
| Total carrera               | Total carrera | 48    | 6     | 5      | 1                | 0                | 0                | 1                    | 0                    | 0                    | 50    | 6     | 5      |